# Hrabstwo Llano

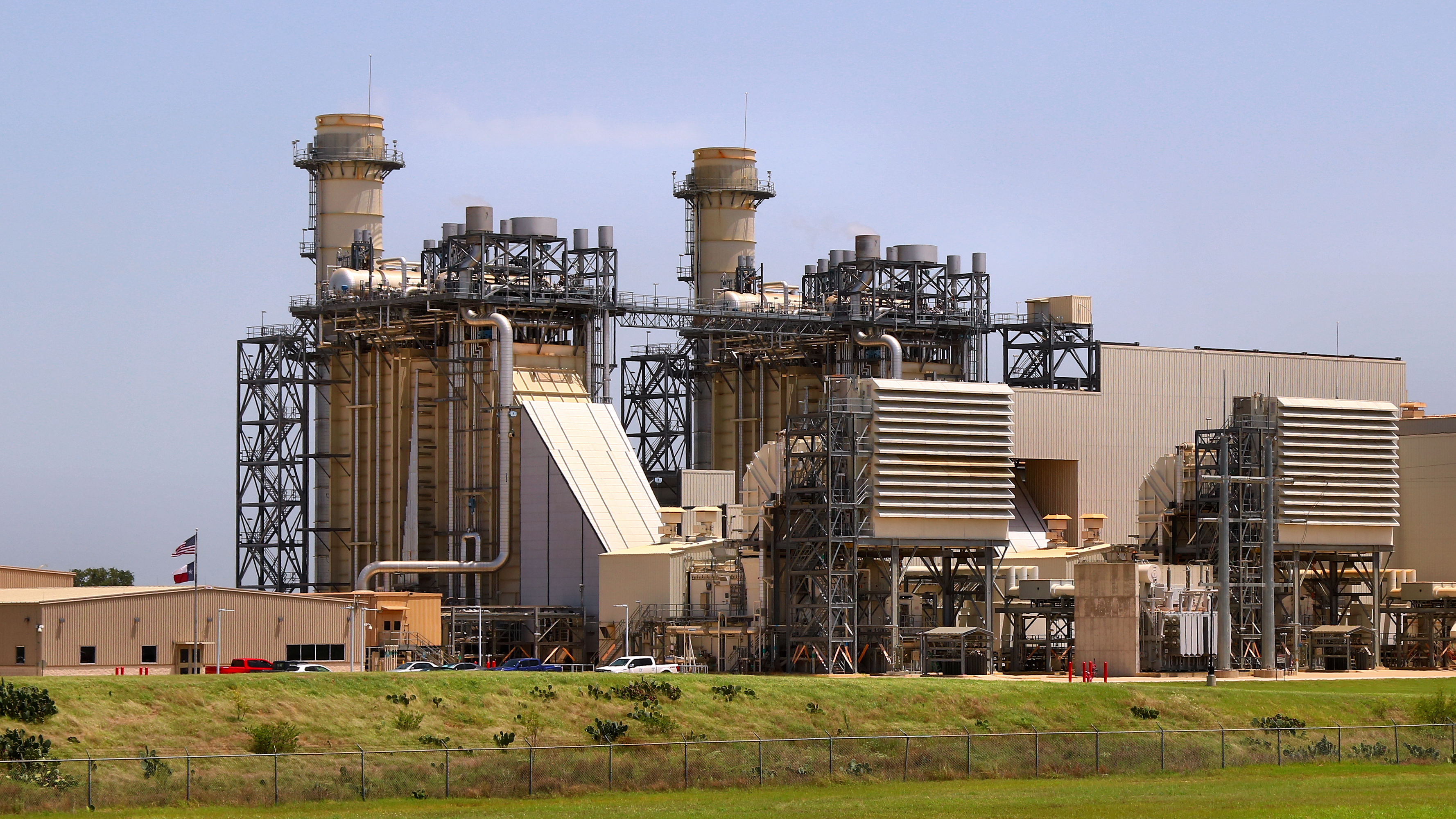
Elektrownia Thomasa C. Fergusona

Hrabstwo Llano – hrabstwo w USA, położone w środkowym Teksasie, we wschodniej części płaskowyżu Edwardsa. Utworzone w 1856 r. Według danych z 2024 roku liczy 23,2 tys. mieszkańców. Siedzibą hrabstwa jest miasto Llano, a największym miasteczkiem Horseshoe Bay.

## Geografia
Hrabstwo Llano zajmuje powierzchnię 966 mil² (2502 km²). Z tego 31,9 mil² (83 km²), czyli 3,3% całkowitej powierzchni stanowią wody. Charakteryzuje się pofałdowanym do pagórkowatego terenem (wys. 240–490 m. n.p.m.). Przez hrabstwo przepływa rzeka Llano, która uchodzi do rzeki Colorado. Hrabstwo obejmuje fragmenty jezior Buchanan i Inks Lake.
Klimat jest subtropikalny wilgotny z gorącymi latami i łagodnymi zimami. Krajobraz hrabstwa wzbogacony jest o granitowe formacje skalne. Dominują tu rozległe tereny trawiaste i prerie, poprzecinane zaroślami i krzewami, które stanowią siedlisko dla dzikiej zwierzyny. Lasy głównie dębowe i jałowcowe pokrywają nieco ponad 10% powierzchni, a wzdłuż cieków wodnych często rosną orzeszniki (pekany).

## Gospodarka
W rolnictwie dominuje hodowla koni (10. miejsce w stanie), kóz, owiec i bydła. Uzupełnieniem są uprawy orzechów pekan, a także sadownictwo – przykładem jest Apple Valley Orchard, jeden z największych sadów w Teksasie, położony około 15 km na południe od Llano, gdzie uprawia się wiele odmian jabłek, jeżyny, brzoskwinie, persymony, figi i śliwki. Turystyka jest kluczowym motorem napędowym, napędzana rekreacją wodną na jeziorach Highland Lakes oraz łowiectwem, dzięki czemu hrabstwo zyskało przydomek „stolicy jeleni w Teksasie”. Hrabstwo jest również znane z wydobycia granitu.

## Sąsiednie hrabstwa
- Hrabstwo San Saba (północ)
- Hrabstwo Burnet (wschód)
- Hrabstwo Blanco (południowy wschód)
- Hrabstwo Gillespie (południe)
- Hrabstwo Mason (zachód)

## Miasta
- Llano
- Sunrise Beach Village

## CDP
- Buchanan Dam
- Buchanan Lake Village
- Kingsland

## Demografia
W latach 2010–2024 populacja hrabstwa Llano wzrosła o 20%. Z 83,2% białych nielatynoskich mieszkańców (dane z 2023 roku), hrabstwo posiada jeden z najwyższych odsetków tej grupy demograficznej w całym Teksasie. Mieszkańcy deklarują głównie pochodzenie niemieckie (20,9%), angielskie (13,8%), irlandzkie (13,3%), meksykańskie (10,2%), „amerykańskie” (8,7%), mieszane (8%), szkockie lub szkocko–irlandzkie (5,9%), francuskie (2,6%) i norweskie lub szwedzkie (2,5%).